# Arkady Ter-Tadevosyan
Arkady Ivani Ter-Tadevosyan (en armenio: Արկադի Իվանի (Հովհաննեսի) Տեր-Թադևոսյան; en ruso: Аркадий Иванович Тер-Тадевосян; Tiflis, 22 de mayo de 1939 - Ereván, 31 de marzo de 2021), también conocido por su alias Komandos (en armenio: Կոմանդոս), fue un mayor general soviético y armenio, un líder militar de las fuerzas armenias durante la Primera Guerra de Nagorno-Karabaj y ex viceministro de Defensa de Armenia. Ter-Tadevosyan es más conocido como el comandante de la operación para capturar la ciudad de Shushi del 8 al 9 de mayo de 1992.

## Biografía
Arkady Ter-Tadevosyan nació bajo el nombre de Artush Oganesovich Tadevosyan en Tbilisi, República Socialista Soviética de Georgia. Después de graduarse de una escuela secundaria en Tbilisi, decidió convertirse en oficial. Asistió a la Escuela de Comando de Armas Combinadas de Bakú y más tarde a la Academia Militar de Servicios de Trasera y Transporte de Leningrado. Sirvió en Afganistán, donde se ganó el apodo de "Mountain Fox". Continuó su servicio militar en el ejército soviético en Leninakan (la actual Guiumri), Alemania Oriental, Checoslovaquia, Bielorrusia y Ereván. También se desempeñó como profesor en la Universidad Agraria Estatal de Armenia. Con la disolución de la Unión Soviética y el conflicto que se avecinaba en Nagorno-Karabaj, Ter-Tadevosyan participó en la organización en 1990 de la defensa de las aldeas armenias que se extendían por las fronteras del Azerbaiyán soviético. Se unió al Destacamento Sasuntsi Davit para defender las aldeas de los constantes ataques lanzados por militantes azerbaiyanos.

## Primera guerra de Nagorno-Karabaj
A partir de entonces, fue a Nagorno-Karabaj para entrenar soldados. Ter-Tadevosyan fue nombrado Jefe del Comité de Defensa del Cuerpo de Entrenamiento en 1991. En 1992 fue nombrado comandante de la operación (denominada "Operación Boda en las montañas") para tomar la ciudad estratégica de Shushi, cuya captura el 9 de mayo de 1992 marcó la primera victoria militar significativa de las fuerzas armenias durante la Primera guerra del alto Nagorno-Karabaj. Ter-Tadevosyan es conocido en Armenia como el "cerebro de la liberación de Shushi". Participó en la formación de las Fuerzas Armadas de Armenia y la ayudó a superar desafíos importantes antes de que pudiera emerger como una institución bien desarrollada. El 25 de mayo de 1992, a Ter-Tadevosyan se le concedió el rango de General de División por sus logros durante la Primera Guerra de Nagorno-Karabaj. También recibió la Orden de la Cruz de Combate (1.ª clase).

## Vida posterior
En mayo de 2000, Ter-Tadevosyan abandonó el sindicato de veteranos Yerkrapah y fundó la organización Veteranos de la Guerra de Liberación, aunque lo dejó en julio de ese año, expresando agravios personales sobre quienes se habían unido a él.
El presidente de la República de Nagorno-Karabaj, Bako Sahakyan, le otorgó la Orden del Águila Dorada y el título de Héroe de Artsaj en el 17.º aniversario de la captura de Shusha en 2009. La región siguió teniendo un gran significado para Ter-Tadevosyan, que pasaba allí al menos una semana al mes.
Durante los últimos años de su carrera militar, Ter-Tadevosyan supervisó la formación de especialistas en las fuerzas armadas armenias. Falleció en Ereván el 31 de marzo de 2021.

## Premios y honores
- Orden de la Bandera Roja
- Orden de la Insignia de Honor
- Medalla de veterano de las Fuerzas Armadas de la URSS
- Medalla Conmemorativa del 20.º Aniversario de la Victoria en la Gran Guerra Patria de 1941-1945
- Medalla del 50.º Aniversario de las Fuerzas Armadas de la URSS
- Medalla del 60.º Aniversario de las Fuerzas Armadas de la URSS
- Medalla del 70.º Aniversario de las Fuerzas Armadas de la URSS
- Medalla Conmemorativa del 50.º Aniversario de la Victoria en la Gran Guerra Patria de 1941-1945
- Medalla por servicio impecable, primera clase
- Medalla por servicio impecable, segunda clase
- Medalla por servicio impecable, tercera clase
- Orden de la Cruz de Combate, primera clase
- Héroe de Artsakh (2009)

## Otras lecturas
- "Tadevosyan, Arkady" en la Encyclopedia of Karabakh Liberation War: 1988-1994. Yerevan, 2004. (en armenio)